# 米吉多戰役 (1918年)

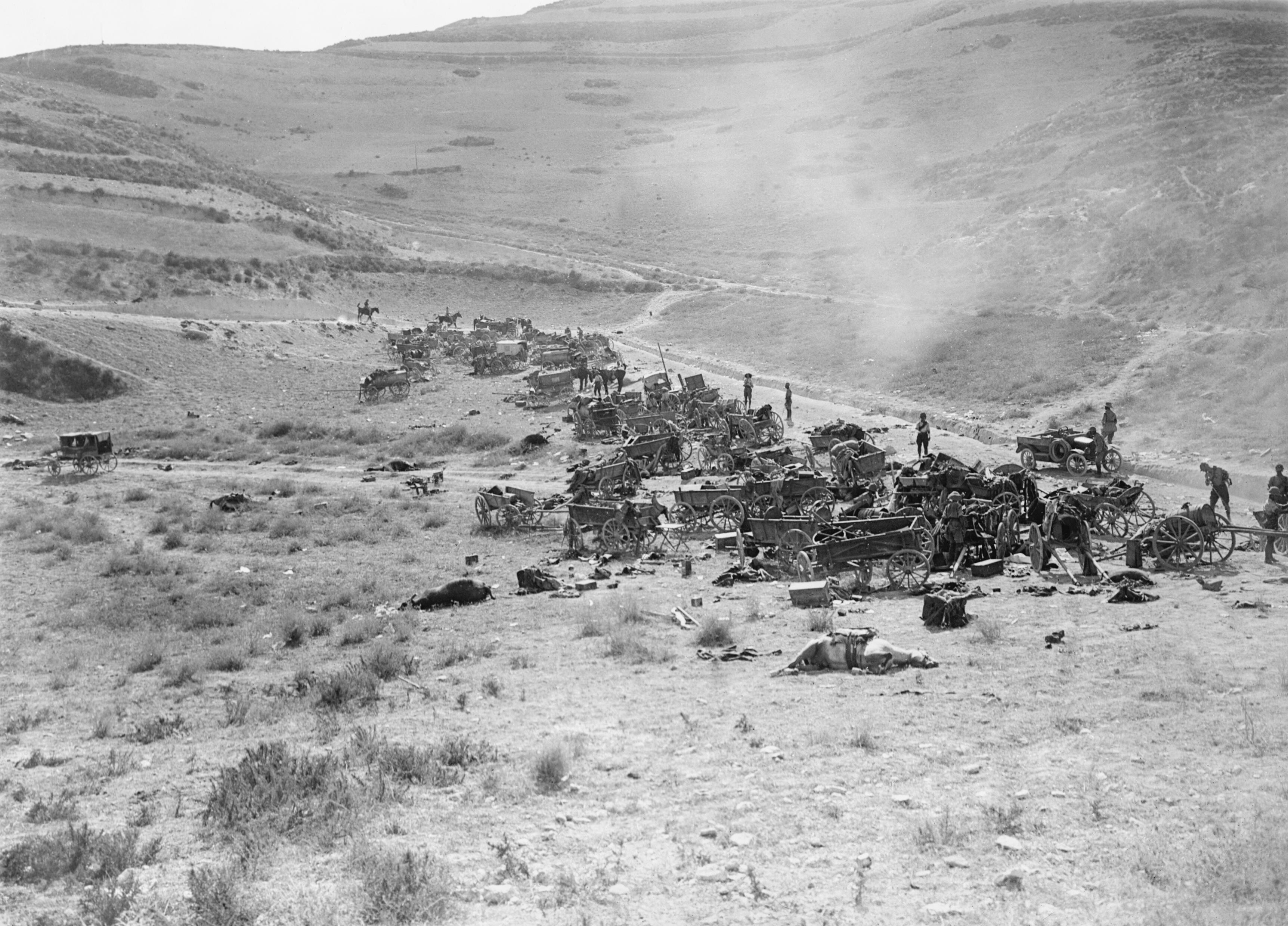
米吉多战役中被英国飞机摧毁的土军车辆

米吉多战役是第一次世界大战西奈及巴勒斯坦战役期間協約國對奧斯曼帝國發動的最後一波攻勢。1918年9月19日至25日期間，協約國與奧斯曼帝國在沙龙平原交戰。該戰役的名字具有误导性  ，因为米吉多附近發生的战斗並不多。  最終数万名奧斯曼帝國軍隊士兵被俘虜，数英里的领土被協約國軍隊占领。战役结束后，奧斯曼帝國的德拉于9月27日被攻占，大马士革于10月1日被攻占。不久雙方签署了穆兹罗斯停战协定。